# Косарь (нож)
Коса́рь — большой хозяйственный нож с широким тонким или иногда толстым (до 10 мм в обухе) клинком, используемый для различных хозяйственных работ, сельхозработ, а также в промыслах русским и другим населением Восточной Европы и Сибири, в том числе и при вырубке мелкого леса и заготовке коры.

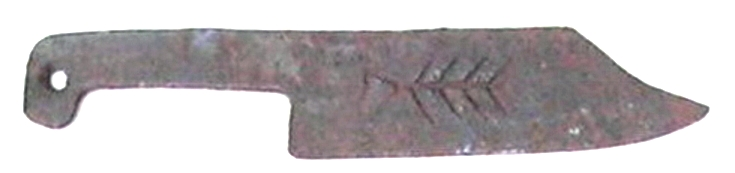
Тип 1. Косарь со сплошной рукояткой и гравировкой

## Региональные названия и этимология
Имеет или имел много региональных названий:
- Косарёк (-рька) (муж., ласк., Терск., Слов. Акад. 1914)
- Коса пурт (коми-зыряне) — часто серповидный нож[6]
- Коса́рик (Плесец. Арх., 1971). «Поляны подсекаем косариками»
- Коса́рь (Борович. Новг., 1895. Иркут.) — большой нож для хлеба
- Косор, косорь, косура, кесарь, кисырь, косыря (муж.), косарю́ха (ж., Белояр. Свердл., 1952)
- Косы́рь (Нижегор.)
- Кузар/кусар (чуваши) — аналог ласки
- Ласка — русское название массивного ножа насаживаемого на древко посредством втулки
- Скiсок, кiска, коса́р, рiзец, сiкач, чепель (Украина)[7][8][9]
- Чапель (чепель, щепель) (Калуж.)
- Также называется бабий топор.

Нож часто делали из любого металлолома или обломка косы, что обычно связывается с происхождением названия этого ножа. Так коса́рь — это и просто обломок косы, употребляемый как нож (Холмог. Арх., 1907). Об этом говорят так: «А котора коса поломается, дак обломок энтот — тож косарь получается» (Колыв. Новосиб., 1970. Волог., Твер., Перм.). Но, возможно, оно гораздо более древнее и имеет родство с древнеиндийскими çásati, çā́sti — режет, çastrám — нож; латинским castrāre — отрезать, оскоплять; греческим κεάζω, κείω — раскалываю.

## Конструкция

### Основные типы

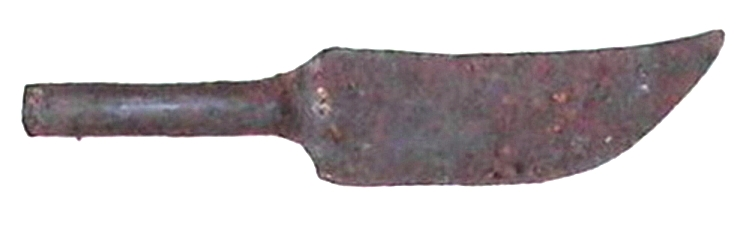
Тип 1. Косарь с приваренной трубкой

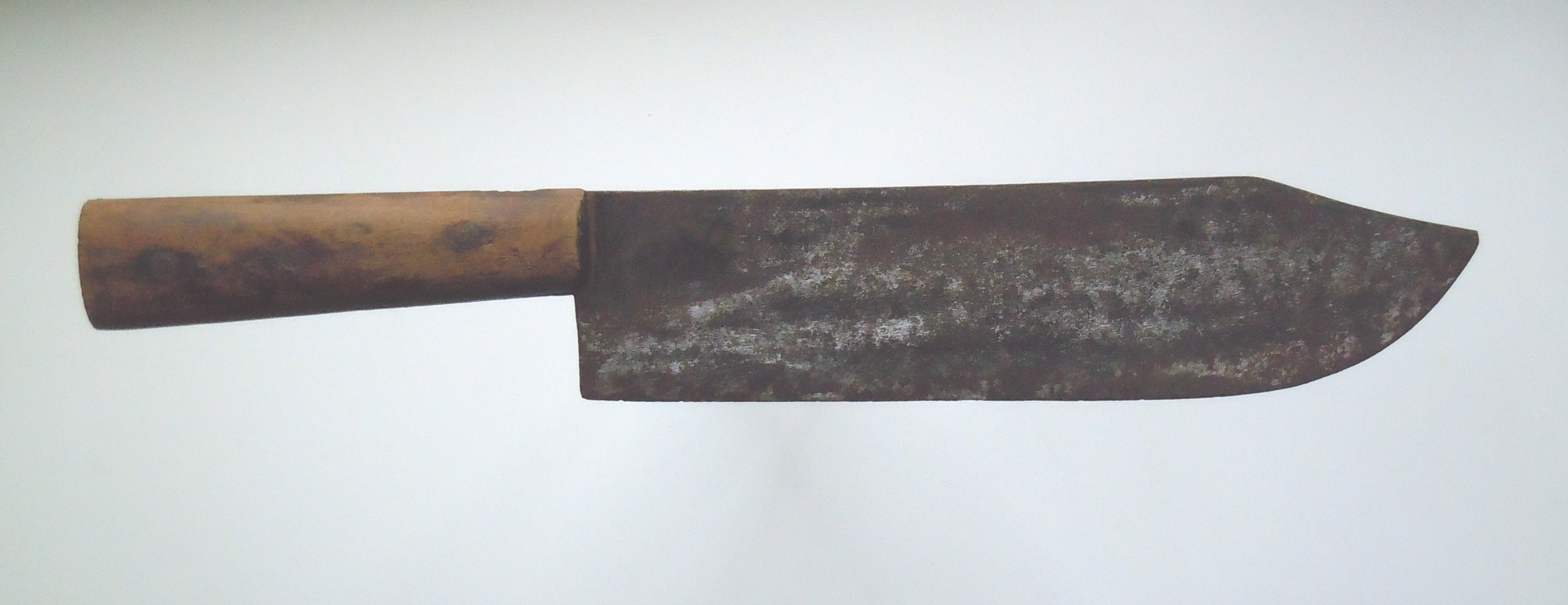
Тип 2. Косы́рь, Нижегородская область. Стандартный кухонный нож (нож общего применения) заводского или артельного производства. 34,5 см x 5,5 см x 4,5 мм

По форме клинка, рукоятки и назначению выделяются семь типов.
1.) Разнообразные крупные тяжёлые грубо откованные ножи, которые изготовляли сельские кузнецы. Это наиболее распространённый тип. Рукоятки могут насаживаться на черенок, быть как бы продолжением клинка, в виде раскованной и согнутой в несомкнутую трубку нижней части ножа, также встречаются накладные рукоятки и с приваренной в качестве рукоятки трубой. Удобен для рубки ботвы и корней корнеплодов: свеклы, турнепса, брюквы, репы или при сборе капусты. Использовался в бондарном деле. Применяется для рубки костей и колки дранки. Для этого по его обуху бьют киянкой или поленом. Кроме того, косарь может использоваться для зачистки от коры. Как и тип 6, применялся для скобления полов. Такой нож часто также называют тесаком.
2.) Часть из косырей являлись стандартными кухонными ножами заводского или артельного производства. Их также могли называть поварскими, разрубными, хлебными, ножами общего применения. Применение таких ножей аналогично типу 1.

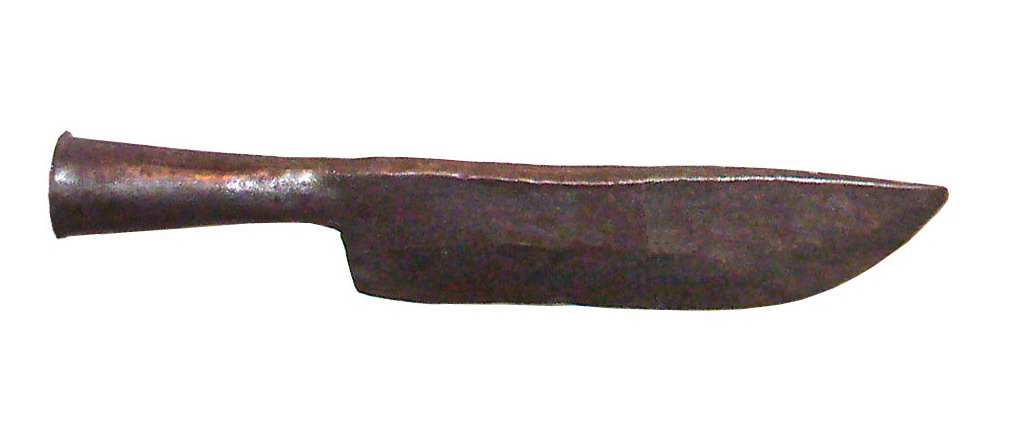
Тип 3. Ласка. Конец XIX века

3.) С втульчатой и достаточно широкой для вмещения древка рукояткой. Насаженный на длинное древко, назывался ласка, являясь ножевидным копьём. Известны в Тверской, Псковской, Новгородской, Вологодской, Ленинградской, Московской, Ярославской, Смоленской, Архангельской областях, в Карелии и на юге Пермского края, у чувашей. Использовались и в виде ножа, но также дополнялись деревянной частью, имеющей длину больше обычной раза в два. Они могли при необходимости получить и длинное древко. Поэтому старинные экземпляры имели отверстие для гвоздя. Встречаются и крючочки для подвешивания. При запрете на оружие, крестьяне всегда имели возможность превратить неприметный хозинвентарь в копьё. А оно могло пригодится при защите жилища или на охоте. Например, чтобы добить зверя в капкане. Использовались как и прочие косари: для скобления полов и колки лучины. В лесу (у коми) — как тяжёлый нож или насаживался на древко для заготовки берёзовой и еловой коры.
4.) Коса пурт коми-зырян — часто серповидные (хотя и не всегда) ножи. Имеют рукоятки вплоть до почти пистолетных. Форма обусловлена тем, что их изготавливают из полотен кос-горбуш. Применяются, как и другие подобные ножи, например, при уборке урожая капусты, заготовке веников или колке лучины. Но также большое применение находят в качестве охотничьих ножей или второго более крупного ножа, носимого в ножнах за спиной. В лесу применяются как рубочные и при заготовке берёзовой и сосновой коры.

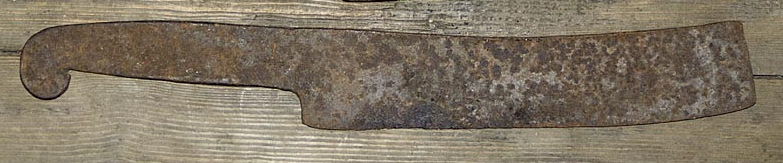
Тип 5. Косарь с тупым носом

5.) Не всегда, но часто с «обрубленным» концом клинка — для колки лучины и щепы. Относится к припечному инвентарю. Аналогично на Украине чепель — нож с отломанным концом. О косарю́хе: «Нащепал лучин косарюхой» (Белояр. Свердл., 1952). Косарёк (Терск., Слов. Акад. 1914) также применялся для щепания лучины.

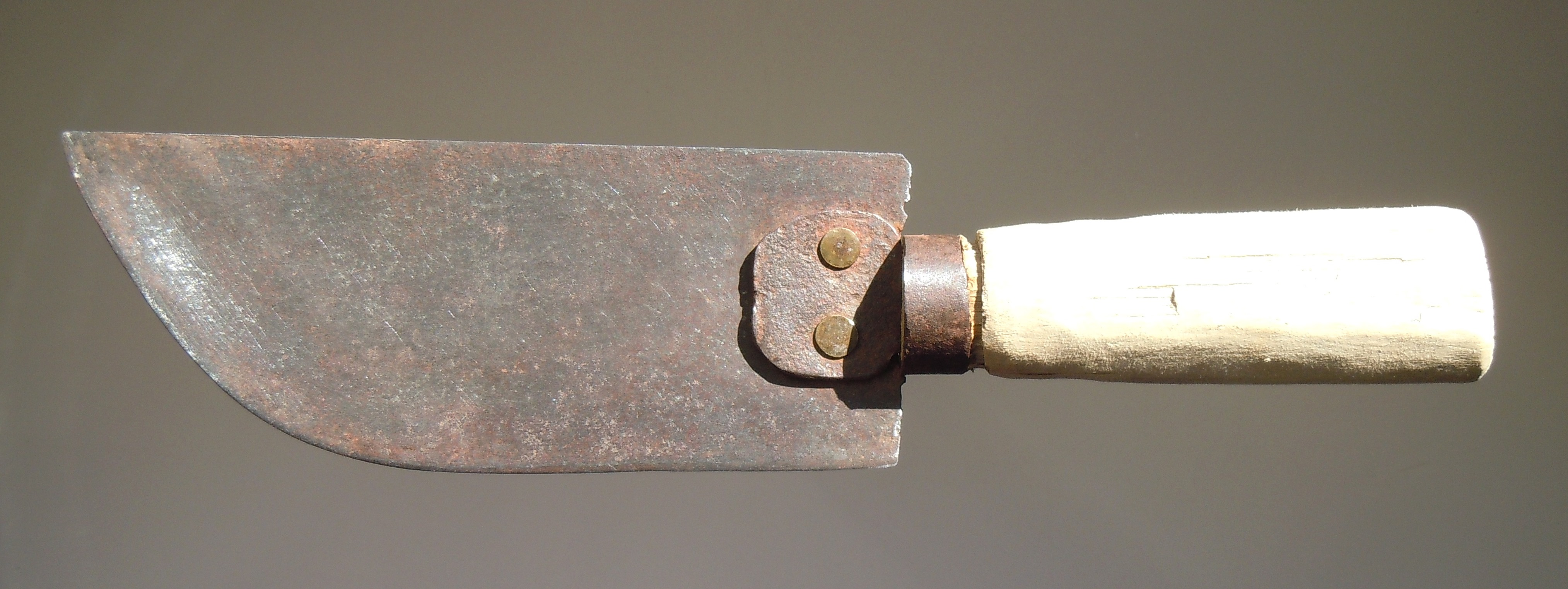
Тип 6. Косы́рь среднего отношения длины лезвия к его щирине, Нижегородская область, деревня Ручьи. 34,2 см x 7,9 см x 1 мм

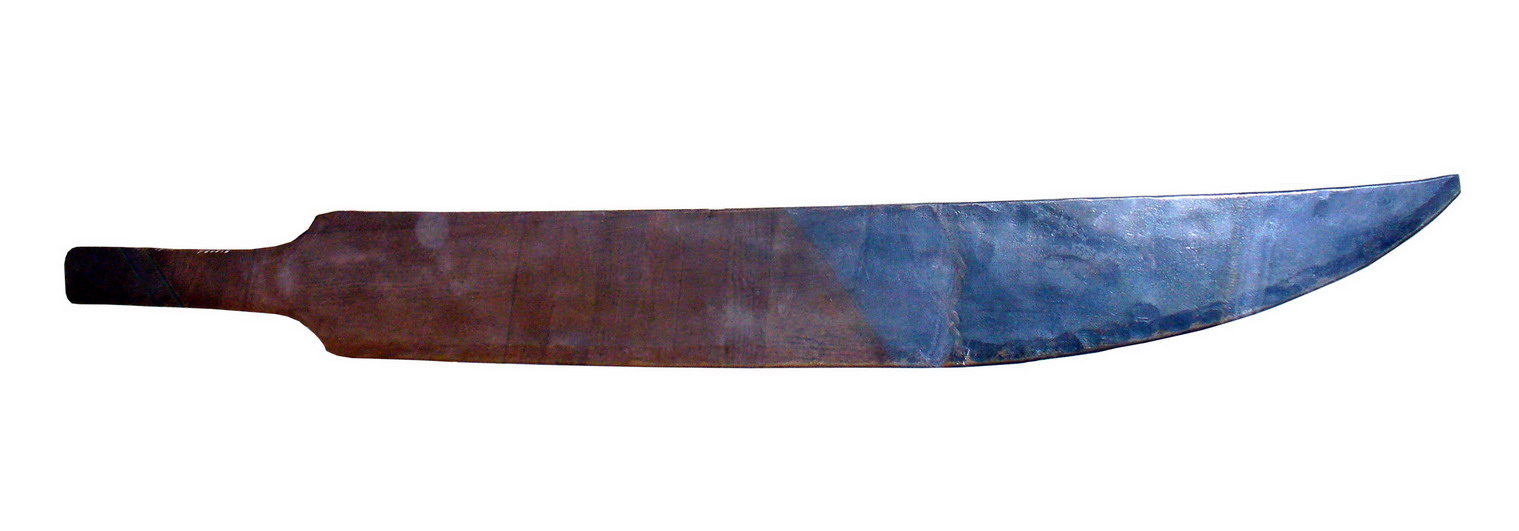
Тип 7. Нож-косарь для «раздирки» листов железа. Россия, конец XIX в., завод Гужона

6.) Из металла толщиной 1—2 мм. С очень широким и сравнительно коротким клинком, у которого лезвие имеет крутой подъём к острию примерно от середины. Если длина лезвия приближается к ширине в пропорции 2:1, то подъём начинается почти от пятки (основания клинка). Обух прямой без скоса или горбатый. Основная рабочая часть — подъём, то есть закруглённый передний участок лезвия. В. И. Даль определяет подобный нож как «брюшистый и носастый». Специализированное орудие для скобления. Широкое лезвие ножа необходимо, чтобы было удобно скоблить (то есть — «косы́рить») пол и стены в бревенчатом доме (что делалось к праздникам), а также крыльцо, столы и лавки. Форма лезвия делала его также подобием сечки, что позволяло рубить в деревянном корытце корм домашним животным. Использовался и при рубке ботвы.
7.) Прочие. Большие ножи, применяемые при технических работах, на которое иногда переносят традиционное название.

### Рукоятки
1.) У артельно-заводских изделий рукоятки всегда делались деревянными и, (в отличие от мелких кухонных ножей) накладными, то есть склёпанными (клёпными). Причём железные заклёпки обязательно с двух сторон были оформлены врезанными в дерево и тоже железными шайбочками — глазками. Для защиты от влаги рукоятки покрывались растительным маслом.
2.) Кустарные ножи часто имели рукоятки с черешковым насадом, то есть всадные.

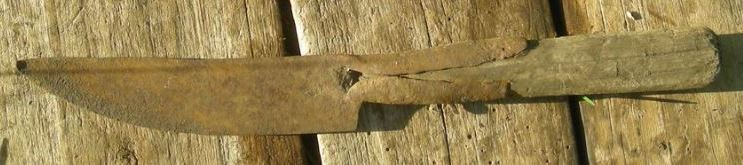
Тип 1/3. Косарь с удлинением рукоятки

3.) Часто рукоятка была просто в виде согнутого железного прута.
4.) Втульчатые. Согнута из раскованного основания, образуя конусную или прямую трубку, или сделана из приваренной трубы. Для ласки конус должен быть достаточно широким и желательно иметь отверстие для крепежа.

### Ножи других категорий
Такие ножи в каких-то местностях или во временные периоды иногда известны как косари. Но всё же они имеют и другие, более в мире традиционные классификации.
1.) С прямым клинком, у которого имеется серповидно загнутый вперёд в разной степени верхний конец. Клинок может также и расширяться к концу. Применяется для обрубки веток со срубленных деревьев и расчистки покосов от поросли. В торговых каталогах конца XIX — начала XX вв. назывались — «ножи (косари)». Аналоги — карело-финский нож-сучкоруб весури, сербский косир, хорватский kosir и садовые секачи разных регионов.
2.) Аналог секача. В торговых каталогах конца XIX — начала XX вв. назывались — «топоры (косари)».

## Наиболее близкие термины
Косы́рь — тяпка (так как тоже «косит»).
Косарь — пренебрежительное название затупленного ножа (Петрозаводский уезд). Аналогично на Западной Украине чипіль, чепіль — тупой нож, а во втором случае и любой тупой режущий инструмент.
Коса́рь — топор (Новос. Тул., 1900). «Подрезывают косарём сосну» (Арх.).
Коса́рь — инструмент для надрезов на стволе сосны, чтобы добывать смолу (Южн.-Урал, 1968).
Коса́рь — отвал у сохи (Южн.-Урал, 1968).
Коса́рик — деревянный ножичек, применяемый при
тканье поясков (Десна, Ока, 1927).

## В фольклоре
«Подай касаря, казнить, рубить комара!»